# Stazione di Wilmington
La stazione di Wilmington (in inglese Wilmington Station) è la principale stazione ferroviaria di Wilmington, Delaware, Stati Uniti.
Inaugurata nel 1908 fa parte del Northeast Corridor che collega alcune delle principali città della costa orientale ed è servita da una linea della SEPTA Regional Rail.
Nel 2011 la stazione è stata ufficialmente denominata Joseph R. Biden, Jr. Railroad Station in onore del vicepresidente degli Stati Uniti d'America (e futuro presidente) Joe Biden.